# Bruno Hortelano
Bruno Hortelano (Wollongong, 18 september 1991) is een atleet uit Spanje, die gespecialiseerd is in de sprint.

## Biografie
Hortelano behaalde op de wereldkampioenschappen van 2013 de halve finale van de 200 m met een Spaans record: 20,47 s. 
Hortelano liep de 60 m tijdens de wereldindoorkampioenschappen in Portland. Hij werd uitgeschakeld in de halve finales met een tijd van 6,63.

### Europees kampioen
Op de Europese kampioenschappen van 2016 behaalde hij een gouden medaille op de 200 m met een persoonlijk record van 20,39, nadat Churandy Martina gediskwalificeerd werd vanwege het op de lijn stappen tijdens de race. 
Bij de Olympische Spelen in Rio won Hortelano op de 200 m zijn serie in een Spaans record van 20,12. In de halve finales liep hij 20,16, dit bleek niet genoeg voor de finale.

## Titels
- Europees kampioen 200 m - 2016
- Spaans kampioen 200 m - 2013, 2015, 2018
- Spaans indoorkampioen 400 m - 2022

## Persoonlijke records
Outdoor
| Onderdeel | Prestatie    | Datum        | Plaats    |
| --------- | ------------ | ------------ | --------- |
| 100 m     | 10,06 s (NR) | 23 juni 2016 | Madrid    |
| 200 m     | 20,04 s (NR) | 22 juli 2018 | Getafe    |
| 400 m     | 44,69 s (NR) | 22 juli 2018 | Moratalaz |

Indoor
| Onderdeel | Prestatie       | Datum            | Plaats      |
| --------- | --------------- | ---------------- | ----------- |
| 60 m      | 6,63 s          | 18 maart 2016    | Portland    |
| 200 m     | 20,75 s (ex-NR) | 14 maart 2014    | Albuquerque |
| 300 m     | 33,30 s         | 19 december 2021 | Madrid      |
| 400 m     | 46,02 s         | 27 februari 2022 | Ourense     |
| 500 m     | 1.03,92         | 16 februari 2013 | Ithaca      |

## Palmares

### 60 m
- 2016: 5e in ½ fin. WK indoor - 6,63 s

### 100 m
- 2016: 4e EK - 10,12 s

### 200 m
- 2010: DNS WK U20
- 2013:  Spaanse kamp. - 20,58 s
- 2013: 5e in ½ fin. WK - 20,55 s
- 2015:  Spaanse kamp. - 20,85 s
- 2016:  Ibero-Amerikaanse kamp. - 20,48 s
- 2016:  EK - 20,39 s
- 2016: 4e in ½ fin. OS - 20,16 s (20,12 s in series)
- 2018:  Spaanse kamp. - 20,15 s
- 2018: 4e EK - 20,05 s

### 400 m
- 2022:  Spaanse indoorkamp. - 46,02 s

### 4 x 100 m
- 2013:  EK U23 - 38,87 s

### 4 x 400 m
- 2018:  EK - 3.00,78
- 2022:  WK indoor - 3.06,82